# アドリアーノ・ガッリアーニ
アドリアーノ・ガッリアーニ（Adriano Galliani、1944年7月30日 ‐ ）は、イタリアの実業家。

## 概要
1986年から2017年までのACミランの副社長兼CEO。CEOとして5回のUEFAチャンピオンズリーグと8回のセリエAでの優勝を経験している。2017年のクラブ売却により、およそ31年間に渡り共にクラブを率いてきたシルヴィオ・ベルルスコーニと共に退任。
2018年からは自身の故郷のクラブであるSSDモンツァ1912のCEOを務めている。同クラブはシルヴィオ・ベルルスコーニがACミラン売却の翌年に買収したクラブで、オーナーとCEOとして再びタッグを組む事になった。買収当時はイタリア3部リーグにあたるセリエC所属だったが、2021-2022シーズンにはセリエBの昇格プレーオフを勝ち抜き、クラブ史上初のセリエA昇格を決めた。